# Peter van Bohlen

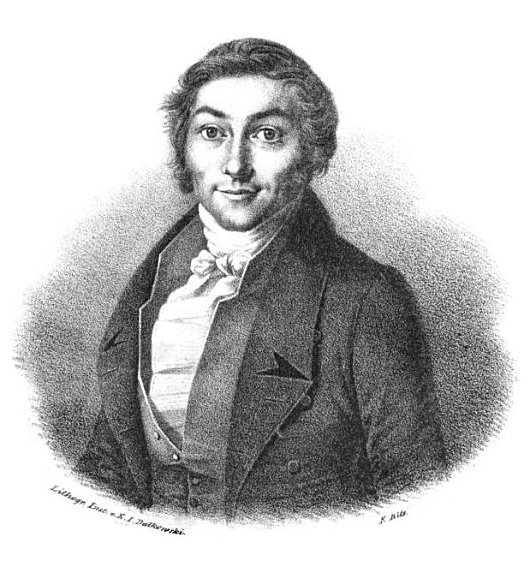
Peter van Bohlen.

Peter van Bohlen, född 9 mars 1796 i Wüppels, död 6 februari 1840 i Halle an der Saale, var en tysk orientalist och en av pionjärerna för det tyska sanskritstudiet.
Bohlen var en fattig bondson och innehade diverse anställningar innan han 1817 fick tillträde till skolan Johanneum i Hamburg, där han stannade i fyra år. I Halle studerade han under Wilhelm Gesenius och skrev Symbolæ ad interpretationem Sacr. Cod. Ex lingva Persica (1822). I Bonn, där han studerade arabiska under Georg Wilhelm Friedrich Freytag och sanskrit under August Wilhelm von Schlegel, skrev han Commentatio de Montenabbio (1824). Efter att i Berlin ha bevistat Franz Bopps undervisning under en termin, blev han 1825 i Königsberg avlönad privatdocent, 1826 extra ordinarie, 1828 ordinarie professor i orientalisk litteratur och utvecklade en betydande lärarverksamhet.
Bohlens habilitationsskrift var Carmen Arabicum Amuli dictum (1826). Hans mest kända bok är Das alte Indien (två band, 1830), som dock sedan länge är helt föråldrad. Dessutom utgav han två sanskritdiktningar med översättning, Bhartriharis Sententiæ (1833) och Kālidāsas Ritusanhara, id est Tempestatum cyclus (1840). Die Genesis, historisch-kritisch erläutert (1835) väckte kritik. Av hans mindre arbeten kan nämnas Über den Ursprung der Zendsprache (1831) och Vergleichung des Litauischen mit dem Sanskrit (1830). År 1839 gick han i pension och flyttade till Halle, där han kort därefter avled. Hans Autobiographie utgavs av I. Voigt (andra upplagan, Königsberg 1842).